# Bistum Eichstätt
Das Bistum Eichstätt (lateinisch Dioecesis Eystettensis) ist eine römisch-katholische Diözese im Freistaat Bayern, die als Suffraganbistum zur Kirchenprovinz des Erzbistums Bamberg gehört.

## Geschichte

### Anfänge im Mittelalter
Das Bistum Eichstätt geht bis in die Mitte des 8. Jahrhunderts zurück. Ein genaues Jahr der Gründung ist nicht bekannt, denn eine Gründungsurkunde fehlt. 740 war der angelsächsische Mönch Willibald nach Eichstätt gekommen und dort von seinem Verwandten Bonifatius zum Priester geweiht worden. 741 empfing Willibald in Sülzenbrücken bei Erfurt durch Bonifatius die Bischofsweihe. Vermutlich wurde er zuerst zum Bischof von Erfurt geweiht, doch als dieses Bistum nicht zustande kam, kehrte er zu einem nicht näher bekannten Zeitpunkt als Bischof nach Eichstätt zurück und gründete dort ein Kloster. Beide Daten, die Bischofsweihe und die endgültige Niederlassung in Eichstätt, markierten die Anfänge des Bistums. Unterstützung beim Ausbau der Diözese erhielt Willibald vor allem von seinem Bruder Wunibald, der im nahegelegenen Heidenheim am Hahnenkamm ein weiteres Kloster errichtete, und von seiner Schwester Walburga, die nach Wunibalds Tod die Leitung des familieneigenen Klosters Heidenheim übernahm.
Da Willibald an der Synode von Attigny als „Willibaldus episcopus de monasterio Achistadi“ teilnahm, nimmt man an, dass er kein regelrechtes Bistum errichtete, sondern als Klosterbischof die Organisation der Region als Vorposten des bayerischen Herzogtums nach Norden hin übernahm. Der Adlige Suidger, der in der „regio Eichstätt“ umfangreichen Grundbesitz zur Verfügung gestellt hatte, war ein Vertrauter des Herzogs Odilo, der sich gegen die karolingischen Hausmeier Pippin und Karlmann gestellt hatte. Erst nach der Niederlage Odilos wurde das Bistum Eichstätt eingerichtet und diente unter anderem als ein fränkischer Vorposten gegen das Vordringen des bayerischen Herzogtums nach Norden.
Etwa im Jahre 880 wurden die Gebeine der Schwester des Bistumsgründers, der Heiligen Walburga, nach Eichstätt überführt und 1035 ein Benediktinerinnen-Kloster gegründet, das bis heute besteht. Bischof Gebhard I. wurde als Viktor II. einer der wenigen deutschen Päpste. Das Bistum Eichstätt gehörte zur Kirchenprovinz Mainz. Nach der Gründung des Bistums Bamberg im Jahre 1007, musste Eichstätt einen großen Teil seiner nördlichen Territorien an Bamberg abtreten. Vom 13. Jahrhundert bis zum Jahre 1802 waren die Eichstätter Bischöfe gleichzeitig Fürsten im Heiligen Römischen Reich Deutscher Nation.
Gebhards Nachfolger, Bischof Gundekar II., trieb den Aufbau des Bistums stark voran, vor allem durch zahlreiche Kirchweihen. 1305 starb das mächtige Geschlecht der Grafen von Hirschberg aus. Ein Großteil des Erbes ging an die Eichstätter Bischöfe, die damit über ein zusammenhängendes Territorium an der Altmühl, das „Untere Stift“, verfügten. Das „Obere Stift“ umfasste verschiedene kleinere Territorien im heutigen Mittelfranken.

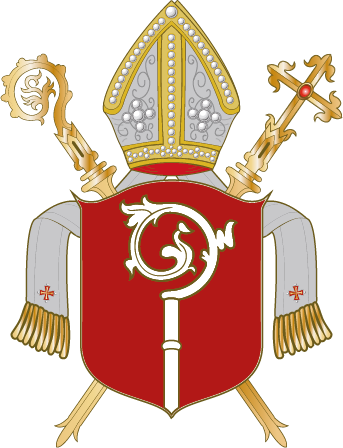
Wappen des Bistums Eichstätt

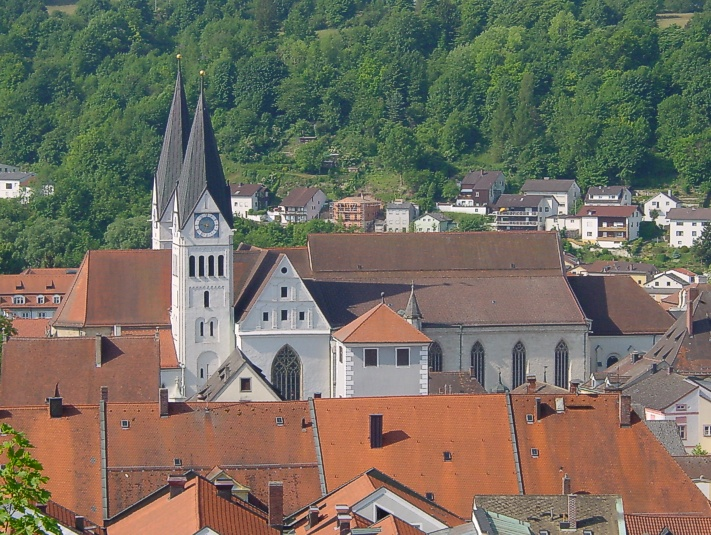
Eichstätter Dom

### Reformation und Neuzeit
Mit der Ernennung von Johann III. von Eych 1445 setzte eine Periode der humanistisch geprägten Reform ein. Eichstätt entwickelte sich zu einem Zentrum des deutschen Frühhumanismus mit engen intellektuellen Verbindungen zu den benachbarten Zentren in Nürnberg, Landshut und Augsburg. Unter Johanns Nachfolger Wilhelm von Reichenau wurden diese Reformanstrengungen fortgesetzt. Ausdruck war auch ein Aufblühen der Baupolitik im Bistum.
Die Reformation fand in mehr als der Hälfte des Bistumsgebietes Eingang und führte zur Auflösung zahlreicher Klöster.
Die erste größere Phase der Verfolgung sogenannter Hexen fällt in die Regierungszeit des Fürstbischofs Martin von Schaumberg (1560–1590) und zwar vor allem auf das Obere Stift und das Jahr 1590. Diese umfasst mindestens 24 Verhaftungen von Frauen, von denen 23 nachweislich hingerichtet wurden. Während der Regierungszeit von Fürstbischof Johann Konrad von Gemmingen (1595–1612) wurden mindestens 20 Frauen im Unteren Stift wegen Hexerei in einem Hexenprozess zum Tode verurteilt und justifiziert. Die mit Abstand größte Phase der Hexenverfolgung im Hochstift Eichstätt, in der es zunehmend auch zu Verhaftungen und Hinrichtungen von Männern kam, fand von 1613 bis 1630 unter Fürstbischof Johann Christoph von Westerstetten statt, der deswegen auch „Hexenbischof“ genannt wurde. In seiner Amtszeit wurden mindestens 199 Menschen wegen Hexerei angeklagt, von denen mindestens 176 (150 Frauen und 26 Männer) nachweislich hingerichtet wurden. Ähnlich intensive Hexenverfolgungen wie in seiner Regierungszeit lassen sich in Süddeutschland nur in den Hexenprozess-Serien der Hochstifte Bamberg und Würzburg sowie in Ellwangen nachweisen.
Johann Christoph von Westerstetten betrieb energisch die Gegenreformation. 1614 berief er die Jesuiten nach Eichstätt, führte das Bistum 1617 der Katholischen Liga zu und gewann die Hälfte der protestantisch gewordenen Gebiete seines Bistums wieder zum Katholizismus zurück.
Anfang des 17. Jahrhunderts betrieben neben den jeweiligen Bischöfen vor allem die Jesuiten und Kapuziner den Wiederaufbau des katholischen Lebens. In Eichstätt und auch in weiten Bereichen des Bistums entstand eine neue Form barocker Religiosität, die auch eine rege Bautätigkeit auslöste. Im Gebiet des Hochstifts durften sich ab 1658 nur im Ort Cronheim Juden ansiedeln.

### Neuere Geschichte und Gegenwart

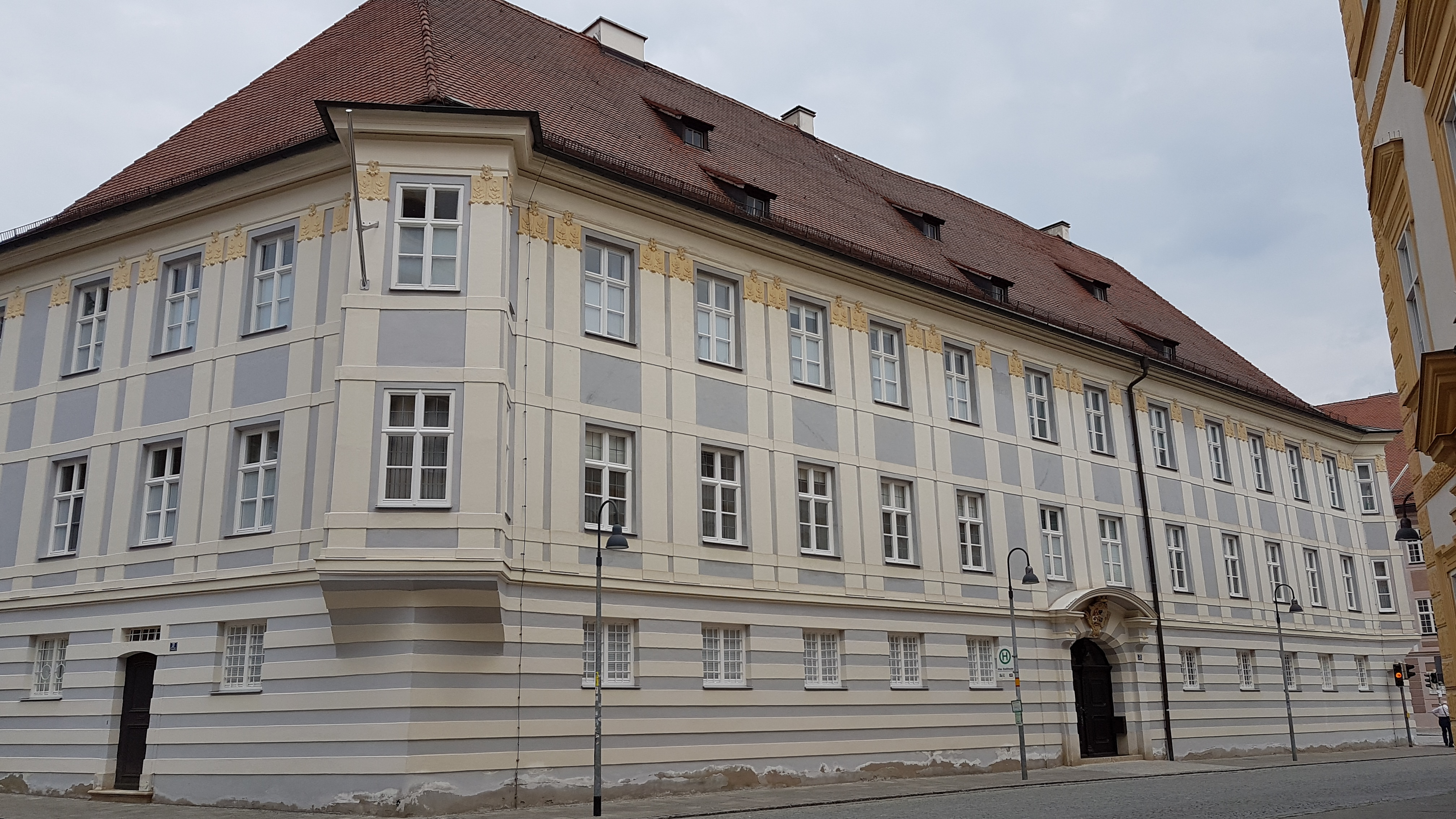
Bischöfliches Palais Eichstätt

1802 wurde das Hochstift Eichstätt vom Kurfürstentum Bayern säkularisiert. Nachdem die Residenz Eichstätt an die bayerischen Könige als neue Landesherren gefallen war, wurde die Bischofsresidenz in den ehemaligen Domherrenhof Schönborn verlegt, das heutige Bischöfliche Palais Eichstätt.
1861 hatte das Bistum Eichstätt 23 Klöster, 17 Dekanate, 202 Pfarreien, 410 Priester und 154.915 Katholiken.

#### Bistumsstruktur nach 1945
Durch den Zuzug zahlreicher Heimatvertriebener änderte sich nach dem Zweiten Weltkrieg die konfessionelle Zusammensetzung vieler Regionen des Bistums. Der Bevölkerungsanstieg führte bis in die 1980er Jahre zur Gründung einer Reihe neuer Pfarreien und Seelsorgestellen. 1980 wurde die Katholische Gesamthochschule Eichstätt zur Katholischen Universität erhoben, der einzigen im gesamten deutschsprachigen Raum.

#### Internationale Partnerschaften
Das Bistum Eichstätt unterhält seit 1955 eine Partnerschaft mit dem indischen Bistum Poona. Sie ist nach der Partnerschaft zwischen den Erzbistümern Köln und Tokio (seit 1954) die zweitälteste internationale Partnerschaft eines deutschen Bistums. Daneben unterhält das Bistum seit 1975 auch eine Partnerschaft zu den katholischen Bistümern in Burundi.

#### Finanzskandal 2018
Anfang Februar 2018 wurde bekannt, dass das Bistum gegen den ehemaligen stellvertretenden Finanzdirektor seiner Finanzverwaltung und eine weitere Person Strafanzeige wegen des Verdachts rechtswidriger Praktiken bei der Vermögensanlage erstattet hatte. Die für Wirtschaftsstrafsachen zuständige Schwerpunktstaatsanwaltschaft München II bestätigte daraufhin den Vorgang. Die beiden Beschuldigten befänden sich in Untersuchungshaft. Die Ermittler vermuteten einen entstandenen Schaden im „mittleren zweistelligen Millionenbereich“. Das Bistum erklärte, es gehe um „vermögensgefährdende, ungesichert gewährte Darlehen in Höhe von insgesamt rund 60 Millionen US-Dollar“, das heißt umgerechnet etwa 48,2 Millionen Euro. Der damalige Finanzdirektor des Bistums trat infolge der Affäre zurück. Im Mai 2018 wurde bekannt, dass der Finanzskandal nur einen Bruchteil des ursprünglich befürchteten Schadens für die Diözese verursachen werde. Demnach wurde nur noch von einem gesicherten Vermögensschaden von mindestens rund einer Million Dollar ausgegangen. Am 5. Februar 2019 legte die von Bischof Hanke mit der Untersuchung beauftragte Kanzlei einen Zwischenbericht vor. Im Zuge dieses Finanzskandals wurde auch gegen Bischof Gregor Maria Hanke ermittelt. Diese Ermittlungen wurden inzwischen eingestellt. Gegen den früheren stellvertretenden Finanzdirektor des Bistums Eichstätt und dessen Geschäftspartner in den USA wird jedoch weiterhin ermittelt. Mit Stand Oktober 2022 sind nach Angaben des Bistums 21 der ursprünglich investierten 60 Millionen US-Dollar wieder zurückgeflossen, davon mehr als acht Millionen US-Dollar vom US-Immobilienentwickler, mit dem sich das Bistum inzwischen außergerichtlich einigte. Das US-Immobilienunternehmen hatte unter anderem mit dem Geld des Bistums Einkaufszentren in Texas errichtet. Die Vergleichssumme beläuft sich auf etwa 26 Millionen Dollar und setzt sich aus bereits geleisteten Rückzahlungen in Höhe von 8,2 Millionen Dollar und dem Rückfluss weiterer 8,4 Millionen Dollar bis zum Ende des ersten Quartals 2023 zusammen. Aus Immobilienverkäufen des US-Unternehmens werden zusätzliche 10 Millionen Dollar erwartet. Die Diözese hatte sich außerdem als Teil des Vergleichs Mindestverkaufswerte und eigene Vollstreckungsmöglichkeiten zusichern lassen.
Im September 2022 wurde bekannt, dass sich der Diözesanvermögensverwaltungsrat auch an Solarparks in Spanien, Schiffen in Asien und einem Airbus A321 von Air Berlin beteiligt hatte. Ein Nachhaltigkeitsscreening der Geldanlage des Bistums lehnten die Ratsmitglieder in der Vergangenheit explizit ab. Im Protokoll einer Ratssitzung aus dem Jahr 2013 heißt es, es müsse „zwischen strengen ethischen Grundsätzen und einer höheren Rendite abgewägt werden“. Solange das Vermögen nicht „offengelegt werden muss“, solle „keine komplette Auslegung auf Nachhaltigkeit und Ethik erfolgen“.

## Bischöfe

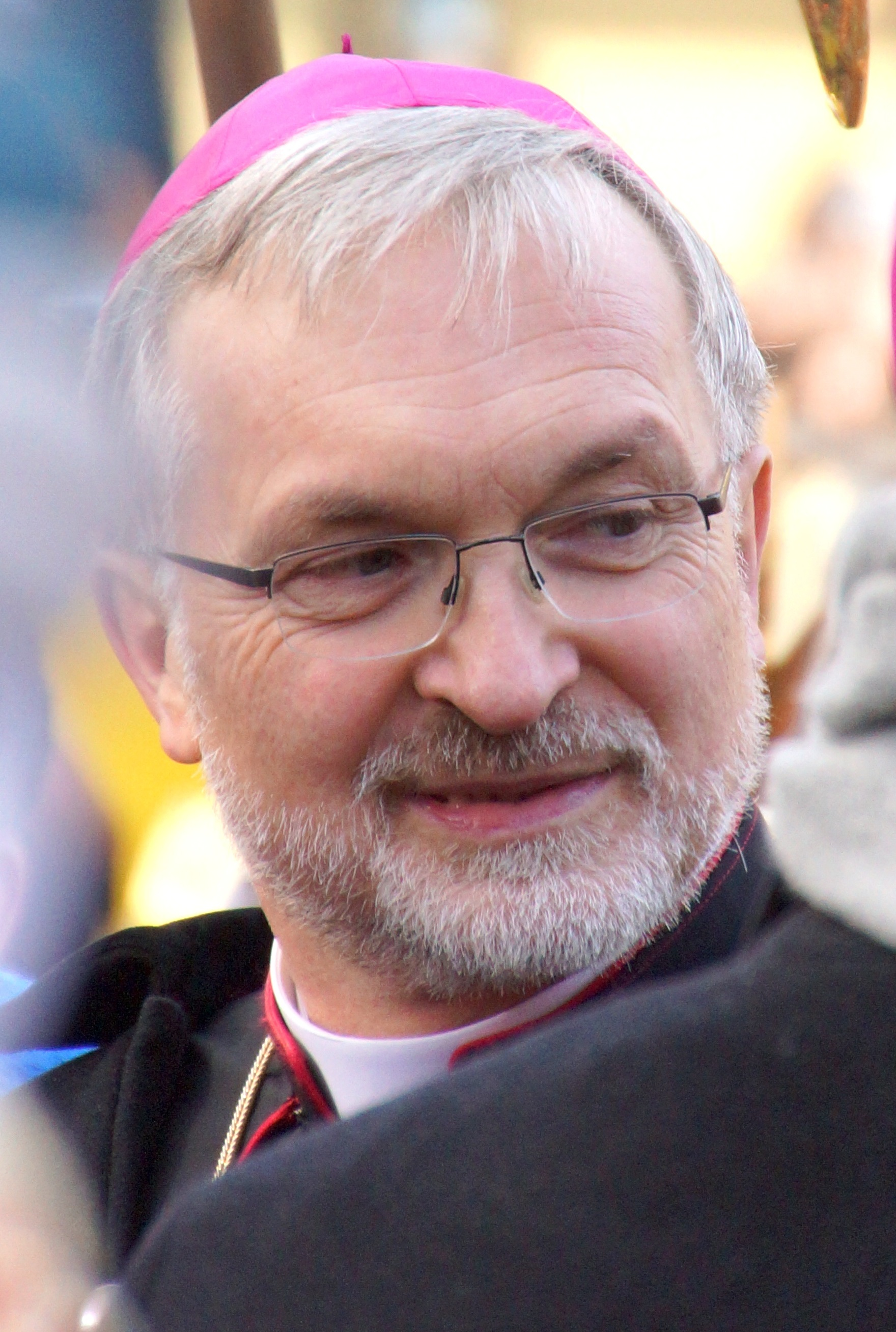
Bischof Hanke

Von 2006 bis 2025 war Gregor Maria Hanke OSB der 82. Bischof der Diözese Eichstätt. Sein Vorgänger war Walter Mixa, der das Amt von 1996 bis 2005 innehatte. Dompropst Alfred Rottler leitet das Bistum während der Sedisvakanz kommissarisch.

## Einsatz für die Bewahrung der Schöpfung
Das Bistum gilt innerhalb der katholischen Kirche als ein Vorreiter für kirchliches Umweltmanagement. So wurde die erste Pfarrgemeinde Hl. Kreuz in Neumarkt in der Oberpfalz in Deutschland nach EMAS II zertifiziert (derzeit acht Einrichtungen). Im Jahr 2001 wurden Umweltrichtlinien als erste Bausteine einer Diözesanen Agenda 21 beschlossen und eine Vielzahl von Einrichtungen wie das Jugendhaus Schloss Pfünz, das Bildungshaus Fiegenstall, zahlreiche Caritas-Einrichtungen und die Abtei Plankstetten ökologisch umgestellt.
Fortgeführt wurden diese Anstrengungen durch die Erstellung eines integrierten Klimaschutzkonzepts für das gesamte Bistum Eichstätt in den Jahren 2011 und 2012. Mit diesem Konzept hat das Bistum Eichstätt zuverlässige Daten und die Möglichkeit, auf dieser Grundlage, CO2-Einsparziele zu entwickeln. Gregor Maria Hanke hat vorgegeben bis zum Jahr 2020 25 % und bis zum Jahr 2030 50 % des CO2-Ausstoßes zu reduzieren. Beschlossen wurde zur Umsetzung ein umfangreiches Maßnahmenbündel.
Mit Bischof Gregor Maria Hanke, dem ehemaligen Abt des „grünen“ Klosters Plankstetten, welcher eine „Ökologie des Herzens“ vertritt und als entschiedener Gegner der Grünen Gentechnik und als Befürworter der ökologischen Landwirtschaft gilt, wurde erstmals ein ausgewiesener „Ökologe“ Bischof eines deutschen Bistums.

## Allgemeine Daten

### Dekanate
- Dekanat Eichstätt
- Dekanat Herrieden
- Dekanat Ingolstadt
- Dekanat Habsberg
- Dekanat Neumarkt in der Oberpfalz
- Dekanat Nürnberg-Süd
- Dekanat Roth-Schwabach
- Dekanat Weißenburg-Wemding

### Kirchen
- Siehe Kirchengebäude im Bistum Eichstätt
- Liste profanierter Kirchen im Bistum Eichstätt

### Wallfahrtsorte
- Grab des heiligen Willibald im Dom zu Eichstätt – Dekanat Eichstätt – Ort: Eichstätt
- Grab der heiligen Walburga in der Benediktinerinnen-Abtei St. Walburg – Dekanat Eichstätt – Ort: Eichstätt
- Grab der seligen Stilla – Dekanat Roth-Schwabach – Ort: Abenberg
- Wallfahrtskirche Heilig Kreuz in Bergen – Dekanat Eichstätt – Ort: Bergen bei Neuburg
- Wallfahrtskirche auf dem Herz-Jesu-Berg – Dekanat Habsberg – Ort: Velburg
- Romanische Rundkapelle Johannes der Täufer – Dekanat Nürnberg-Süd – Ort: Altenfurt
- Wallfahrtskirche St. Johannes der Täufer, Wallfahrt zur heiligen Anna in Mettendorf – Dekanat Roth-Schwabach – Ort: Greding
- Maria Brünnlein – Dekanat Weißenburg-Wemding – Ort: Wemding
- Maria, Heil der Kranken – Dekanat Habsberg – Ort: Habsberg
- Maria, Dreimal wunderbare Mutter im Ingolstädter Münster – Dekanat Ingolstadt – Ort: Ingolstadt
- Mariahilfberg – Dekanat Neumarkt – Ort: Neumarkt
- Wallfahrtskirche Maria Hilf – Dekanat Neumarkt – Ort: Freystadt
- Wallfahrtskirche Maria Hilf in Linden – Dekanat Roth-Schwabach – Ort: Greding
- Wallfahrtskirche St. Peter und Paul in Waldkirchen – Dekanat Neumarkt – Ort: Waldkirchen
- Wallfahrtskirche Maria Hilf in Batzhausen – Dekanat Habsberg – Ort: Batzhausen
- Wallfahrtskirche Maria Hilf in Berching – Dekanat Neumarkt – Ort: Berching
- Wallfahrtskirche Maria Hilf in Lengenbach – Dekanat Neumarkt – Ort: Deining
- Wallfahrtskirche Maria End in Altendorf – Dekanat Eichstätt – Ort: Altendorf
- Wallfahrtskirche Mariä Himmelfahrt Buchenhüll – Dekanat Eichstätt – Ort: Buchenhüll (Stadtteil von Eichstätt)
- Wallfahrtskirche Mariä Unbefleckte Empfängnis in Gaimersheim – Dekanat Eichstätt – Ort: Gaimersheim
- Wallfahrtskirche Zu Unseren Lieben Frau in Raitenbuch – Dekanat Weißenburg-Wemding – Ort: Raitenbuch
- Wallfahrtskirche Mariä Namen in Trautmannshofen – Dekanat Habsberg – Ort: Lauterhofen
- Wallfahrtskirche Mariä Geburt in Pettenhofen – Dekanat Ingolstadt – Ort: Ingolstadt
- Frauenbergkapelle – Dekanat Eichstätt – Ort: Eichstätt
- ehemalige Wallfahrtskirche Sankt Salvator im Steinbachwald – Dekanat Herrieden – Ort: Rauenzell
- ehemaliges Kloster und Wallfahrtsort Heiligenblut am Brombachsee
- ehemalige Wallfahrtskirche St. Sixtus – Dekanat Eichstätt – Ort: Pollenfeld
- ehemalige Wallfahrtskirche Mariä Heimsuchung, Großlellenfeld – Dekanat Herrieden – Ort: Großlellenfeld

## Diözesankalender
Im Bistum Eichstätt wird der Regionalkalender für das deutsche Sprachgebiet um die folgenden Eigenfeiern ergänzt (dahinter jeweils der Rang und die liturgische Farbe).
Abkürzungen: H = Hochfest, F = Fest, G = Gebotener Gedenktag, g = Nicht gebotener Gedenktag
- 08. Januar: Hl. Erhard von Regensburg, Bischof von Regensburg, Glaubensbote in Bayern – g – weiß
- 08. Januar: Hl. Severin, Mönch in Norikum – g – weiß
- 07. Februar: Hl. Richard von England, Vater von Willibald, Wunibald und Walburga – G – weiß
- 8. Februar: Sel. Philipp Jeningen, Glaubensbote – g – weiß
- 25. Februar: Hl. Walburga, Äbtissin von Heidenheim in Franken, Patronin des Bistums – H – weiß
- 01. Mai: Maria, Schutzfrau Bayerns – H – weiß
- 05. Juni: Hl. Bonifatius, Bischof, Glaubensbote in Deutschland – F – rot
- 15. Juni: Hl. Vitus, Märtyrer, einer der Vierzehn Nothelfer, Patron mehrerer Kirchen und Kapellen im Bistum – in Vitus-Kirchen H, im übrigen Bistum g – rot
- 04. Juli: Hl. Ulrich, Bischof von Augsburg – g – weiß
- 07. Juli: Hl. Willibald, Bischof von Eichstätt, Glaubensbote, Patron des Bistums – H – weiß
- 21. Juli: Selige Stilla von Abenberg – g – weiß
- 19. August: Hl. Sebald, Einsiedler bei Nürnberg – g – weiß
- 05. September: Hl. Mutter Teresa von Kalkutta – g – weiß
- 05. Oktober: Hl. Anna Schäffer, Jungfrau – g – weiß
- 11. Oktober: Gedenktag der Seligen Jungfrau Maria, dreimal wunderbare Mutter – g – weiß
- 04. Dezember: Sel. Adolph Kolping, Priester – g – weiß
- 05. Dezember: Hl. Sola, Priester, Glaubensbote in Franken – g – weiß
- 15. Dezember: Hl. Wunibald, Bruder von Willibald und Walburga, Gründerabt von Heidenheim in Franken, Patron des Bistums – F – weiß
- in der Pfarrei Herrieden/Mittelfranken: 7. Juni: Heiliger Deocar, erster Abt von Herrieden, Stadtpatron, Patron der Stiftsbasilika St. Vitus und Deocar – weiß